# ATP1A1

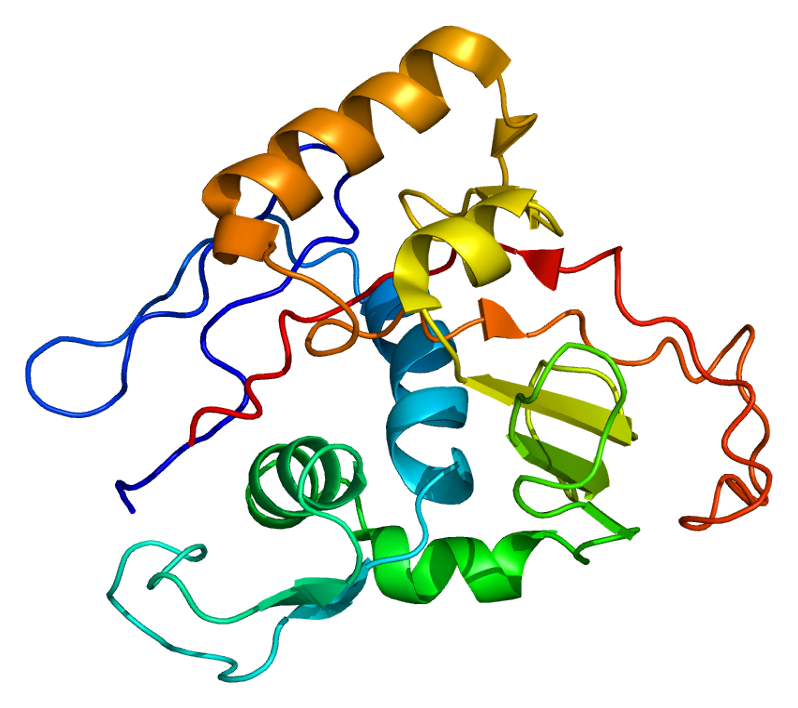
Estructura de una proteína ATP1A1

ATP1A1 o enzima ATPasa subunidad alfa-1 de transporte de potasio y sodio es una enzima ATPasa que regula estableciendo o manteniendo el paso de los iones de potasio y sodio a través de la membrana celular.
Esta enzima pertenece al grupo de enzimas ATPasa que regulan el flujo de potasio y sodio, del subgrupo A

## Sinonimia
Esta enzima tiene diferentes nombres:
1. Subunidad alfa-1 ATPasa para el transporte de sodio/potasio (sodium/potassium-transporting ATPase subunit alpha-1).
2. Na+/K+ ATPasa 1
3. Bomba de sodio 1
4. Proteína Sodio/Potasio-ATPasa subunidad catalítica alfa-1
5. Polipéptido para el transporte de Na+/K+

## Funciones
Cataliza la hidrólisis de ATP unido al intercambio de iones de sodio y potasio a través de la membrana plasmática, creando así un gradiente electroquímico de Ca2+ e iones K+, proporcionando la energía para el transporte activo de diversos nutrientes.

## Otras lecturas
- Lingrel JB, Orlowski J, Shull MM, Price EM (1990). «Molecular genetics of Na,K-ATPase». Progress in Nucleic Acid Research and Molecular Biology 38: 37-89. ISBN 9780125400381. PMID 2158121. doi:10.1016/S0079-6603(08)60708-4.
- Dunbar LA, Caplan MJ (August 2001). «Ion pumps in polarized cells: sorting and regulation of the Na+, K+- and H+, K+-ATPases». The Journal of Biological Chemistry 276 (32): 29617-20. PMID 11404365. doi:10.1074/jbc.R100023200.
- Wangemann P (March 2002). «K+ cycling and the endocochlear potential». Hearing Research 165 (1–2): 1-9. PMID 12031509. S2CID 18118568. doi:10.1016/S0378-5955(02)00279-4.
- Xie Z, Cai T (May 2003). «Na+-K+--ATPase-mediated signal transduction: from protein interaction to cellular function». Molecular Interventions 3 (3): 157-68. PMID 14993422. doi:10.1124/mi.3.3.157.
- Shull MM, Pugh DG, Lingrel JB (March 1990). «The human Na, K-ATPase alpha 1 gene: characterization of the 5'-flanking region and identification of a restriction fragment length polymorphism». Genomics 6 (3): 451-60. PMID 1970326. doi:10.1016/0888-7543(90)90475-A.
- Herrera VL, Ruiz-Opazo N (August 1990). «Alteration of alpha 1 Na+,K(+)-ATPase 86Rb+ influx by a single amino acid substitution». Science 249 (4972): 1023-6. PMID 1975705. doi:10.1126/science.1975705.
- Kawakami K, Ohta T, Nojima H, Nagano K (August 1986). «Primary structure of the alpha-subunit of human Na,K-ATPase deduced from cDNA sequence». Journal of Biochemistry 100 (2): 389-97. PMID 2430951. doi:10.1093/oxfordjournals.jbchem.a121726.
- Yang-Feng TL, Schneider JW, Lindgren V, Shull MM, Benz EJ, Lingrel JB, Francke U (February 1988). «Chromosomal localization of human Na+, K+-ATPase alpha- and beta-subunit genes». Genomics 2 (2): 128-38. PMID 2842249. doi:10.1016/0888-7543(88)90094-8.
- Sverdlov ED, Broude NE, Sverdlov VE, Monastyrskaya GS, Grishin AV, Petrukhin KE, Akopyanz NS, Modyanov NN (August 1987). «Family of Na+,K+-ATPase genes. Intra-individual tissue-specific restriction fragment length polymorphism». FEBS Letters 221 (1): 129-33. PMID 2887455. doi:10.1016/0014-5793(87)80366-6.
- Chehab FF, Kan YW, Law ML, Hartz J, Kao FT, Blostein R (November 1987). «Human placental Na+,K+-ATPase alpha subunit: cDNA cloning, tissue expression, DNA polymorphism, and chromosomal localization». Proceedings of the National Academy of Sciences of the United States of America 84 (22): 7901-5. Bibcode:1987PNAS...84.7901C. PMC 299443. PMID 2891135. doi:10.1073/pnas.84.22.7901.
- Monastyrskaya GS, Broude NE, Allikmets RL, Melkov AM, Malyshev IV, Dulubova IE, Petrukhin KE (March 1987). «The family of human Na+,K+-ATPase genes. A partial nucleotide sequence related to the alpha-subunit». FEBS Letters 213 (1): 73-80. PMID 3030810. doi:10.1016/0014-5793(87)81467-9.
- Shull MM, Lingrel JB (June 1987). «Multiple genes encode the human Na+,K+-ATPase catalytic subunit». Proceedings of the National Academy of Sciences of the United States of America 84 (12): 4039-43. Bibcode:1987PNAS...84.4039S. PMC 305017. PMID 3035563. doi:10.1073/pnas.84.12.4039.
- Sverdlov ED, Monastyrskaya GS, Broude NE, Allikmets RL, Melkov AM, Malyshev IV, Dulobova IE, Petrukhin KE (June 1987). «The family of human Na+,K+-ATPase genes. No less than five genes and/or pseudogenes related to the alpha-subunit». FEBS Letters 217 (2): 275-8. PMID 3036582. doi:10.1016/0014-5793(87)80677-4.
- Ruiz A, Bhat SP, Bok D (April 1995). «Characterization and quantification of full-length and truncated Na,K-ATPase alpha 1 and beta 1 RNA transcripts expressed in human retinal pigment epithelium». Gene 155 (2): 179-84. PMID 7536695. doi:10.1016/0378-1119(94)00812-7.
- Hundal HS, Maxwell DL, Ahmed A, Darakhshan F, Mitsumoto Y, Klip A (1995). «Subcellular distribution and immunocytochemical localization of Na,K-ATPase subunit isoforms in human skeletal muscle». Molecular Membrane Biology 11 (4): 255-62. PMID 7711835. doi:10.3109/09687689409160435.
- Feschenko MS, Sweadner KJ (June 1995). «Structural basis for species-specific differences in the phosphorylation of Na,K-ATPase by protein kinase C». The Journal of Biological Chemistry 270 (23): 14072-7. PMID 7775468. doi:10.1074/jbc.270.23.14072.
- Ruiz-Opazo N, Barany F, Hirayama K, Herrera VL (September 1994). «Confirmation of mutant alpha 1 Na,K-ATPase gene and transcript in Dahl salt-sensitive/JR rats». Hypertension 24 (3): 260-70. PMID 8082931. doi:10.1161/01.hyp.24.3.260.
- Zahler R, Gilmore-Hebert M, Baldwin JC, Franco K, Benz EJ (July 1993). «Expression of alpha isoforms of the Na,K-ATPase in human heart». Biochimica et Biophysica Acta (BBA) - Biomembranes 1149 (2): 189-94. PMID 8391840. doi:10.1016/0005-2736(93)90200-J.
- Wang J, Schwinger RH, Frank K, Müller-Ehmsen J, Martin-Vasallo P, Pressley TA, Xiang A, Erdmann E, McDonough AA (October 1996). «Regional expression of sodium pump subunits isoforms and Na+-Ca++ exchanger in the human heart». The Journal of Clinical Investigation 98 (7): 1650-8. PMC 507599. PMID 8833915. doi:10.1172/JCI118960.

- Datos: Q17832920